# Bowlhead Green
Bowlhead Green – wieś w Anglii, w hrabstwie Surrey, w dystrykcie Waverley. Leży 58 km na południowy zachód od centrum Londynu.